# Mallaury Nataf
Pour les articles homonymes, voir Nataf.
Mallaury Nataf, de son vrai nom Marie Laurence Nataf, née le 19 mars 1972 à Lille, est une  comédienne et chanteuse française, connue pour avoir été l'héroïne de la sitcom Le Miel et les Abeilles, puis celle de la série Sous le soleil, toutes deux diffusées sur TF1, et puis pour son rôle dans Les Mystères de l'amour depuis 2019. 

## Biographie

### Débuts
Mallaury Nataf passe son enfance entre la région parisienne et Nice. Son père, d'origine juive tunisienne, est commercial. Sa mère, d'origine alsacienne et corse, est catholique et femme au foyer. Elle a par la suite suivi des études de droit et de commerce, avant d'être repérée par une directrice d'agence de mannequins, et d'être retenue pour une publicité de la marque Coca-Cola, la première de la célèbre marque à être tournée en France (Côte d'Azur). Le thème du spot est celui de la fête nationale du 14 juillet. Puis, Mallaury Nataf passe avec succès un casting chez AB Productions, et décroche le premier rôle dans la série Le Miel et les Abeilles.

### Héroïne duMiel et les Abeilles(AB Productions)

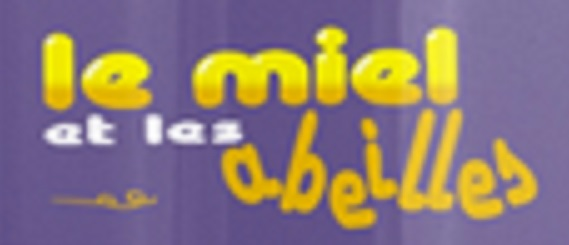
Logo de la série Le Miel et les Abeilles.

Mallaury Nataf devient célèbre en 1992 en participant à la sitcom Le Miel et les Abeilles, qui est produite par AB Productions (Jean-Luc Azoulay). La série, tournée entre décembre 1992 et juin 1994, est diffusée sur TF1.
La jeune comédienne interprète le personnage principal, Lola Garnier. La sitcom raconte les aventures de Lola, étudiante, vivant dans un milieu bourgeois et fille d'un journaliste d'envergure, joué par Gérard Pinteau. Lola attire les garçons aussi efficacement que le miel attire les abeilles, d'où le titre de la série.
Outre Gérard Pinteau, Mallaury Nataf a l'occasion de donner la réplique à d'autres comédiens notables, qui ont des rôles récurrents dans la série, tels Laurence Badie, Philippe Brizard, ou encore Annie Savarin, par exemple.
La sitcom rencontre un certain succès d'audience, réunissant plus de 3 millions de téléspectateurs, entre 1993 et 1995.
Fin 1993, Mallaury Nataf se lance dans la chanson et sort un single intitulé Les filles c'est très compliqué, écrit par Pierre Grillet, auteur de C'est la ouate, qui inclut un second titre, Fleur sauvage, composé par Jean-François Porry et Gérard Salesses, dont elle écrit les paroles.

### Prestation auJacky Show
En mai 1994, Mallaury Nataf chante son titre Fleur sauvage, lors du Jacky Show. Mais sa prestation fut surtout remarquée car elle ne portait qu'un collant transparent sous sa robe.
Les images de sa nudité ont été par la suite relayées par Le Zapping de Canal+ et le magazine Entrevue durant l'été 1994.
Cette tenue, dans une émission de variétés destinée à un jeune public, suscite de nombreuses réactions dans les médias durant l'été 1994. Elle quitte la série Le Miel et les Abeilles à la rentrée. La diffusion de la sitcom est rétrogradée en milieu d'après-midi, et TF1 finit par suspendre sa diffusion au début de l'année 1995, alors que certains épisodes n'avaient pas encore été diffusés.

### Carrière au théâtre, à la télévision et au cinéma (1995-1996)
Mallaury Nataf pose nue pour le calendrier 1995 du magazine Newlook.
La comédienne sort son autobiographie intitulée À la vie, à l'amour, en 1995 aux éditions Manitoba.
Parallèlement elle commence à jouer dans de nombreuses pièces de théâtre notamment au Théâtre international de langue française, le TILF de Gabriel Garran.
Mallaury Nataf apparaît ensuite dans quelques films et téléfilms, puis devient l'héroïne de la série Sous le soleil, diffusée sur TF1 en 1996, lors des dix premiers épisodes. Le 18 décembre 1999, sur le plateau de Tout le monde en parle, Thierry Ardisson rappelle que la comédienne a quitté d'elle-même la série. Mallaury Nataf précise que lors des tournages, elle s'était rendu compte que le projet ne la séduisait plus. Tonya Kinzinger est choisie pour lui succéder.
En 1996, après un premier rôle au cinéma en 1993, Mallaury Nataf joue le rôle de Clarisse, dans le film Les Deux Papas et la Maman, aux côtés d'Arielle Dombasle, Julie Gayet, Smaïn ou encore d'Antoine de Caunes, notamment.
En parallèle, elle est à l'affiche du téléfilm Une femme explosive, de Jacques Deray, avec Roger Hanin et Laure Killing. Sorti en 1996, ce téléfilm fait l'objet d'une sortie en DVD en 2005.
La même année, la comédienne joue dans le film Forza Roma, avec Gérard Rinaldi.

### Passage au second plan (1996-2019)
Entre 1996 et 1999, Mallaury Nataf joue dans quelques pièces et sort un album de Noël en 1999 
Au début des années 2000, Mallaury Nataf travaille avec la plasticienne Nathalie Talec sur différentes performances artistiques.
Fin avril 2005, Mallaury participe à la saison 2 de l'émission de télé-réalité La Ferme Célébrités sur TF1. Mallaury Nataf y est candidate la première semaine, puis est présente sur le plateau lors de premières parties de soirée, auprès du présentateur Christophe Dechavanne et des autres candidats qui ne remportent pas le jeu.
Par la suite, la comédienne est à l'affiche du film ADN de Judith Cahen, et apparaît dans le clip Donne moi un SMIC de Doc Gynéco.
L'actrice participe également à la série Les coulisses du show-business en 2005 et 2006 sur TPS Star. À l'instar de Romane Bohringer ou encore Ilario Calvo, Mallaury Nataf joue son propre rôle, dans cette série caustique sur le monde du cinéma, qui met en scène un acteur débutant et sans talent, perdu dans le star-système.
En 2006, Mallaury Nataf participe au film Beur blanc rouge, de Mahmoud Zemmouri.

### Retour à la télévision

Logo de la série Les Mystères de l'amour.

En septembre 2019, Mallaury Nataf fait son retour à la télévision, après 13 ans d'absence (dont 8 ans en raison de lourdes épreuves personnelles) dans la série Les Mystères de l'amour. Elle y reprend le rôle de Lola Garnier qu'elle interprétait dans la série Le Miel et les Abeilles, arrêtée 25 ans plus tôt.
Dans la série, son personnage de Lola (qui a quitté le pays il y a 25 ans pour vivre à l'étranger) revient en France et retrouve sa cousine Hélène Girard, jouée par Hélène Rollès. Avant ces tournages de 2019, les deux anciennes vedettes des séries d'AB Productions ne se sont pas retrouvées à l'écran, ensemble, depuis 26 ans (soit pour l'épisode Famille fou rire en 1993 où Hélène Rollès et Mallaury Nataf jouaient le personnage principal de leurs séries respectives).
Elle quitte son rôle en 2020 avant le premier confinement, puis revient au cours des épisodes. 
Elle joue également dans les primes de Noël des Mystères de l’Amour. Ces épisodes sont le réveillon de Noël ou du Nouvel An et ils réunissent l’ensemble des anciennes séries d’AB, avec les acteurs phares de l’époque. 

### Vie privée
Mallaury Nataf a vécu quelques années avec l'acteur et animateur Hervé Noël. Le couple s'était rencontré sur le tournage de la série Le Miel et les Abeilles.
La comédienne a été mariée à un danseur étoile et à un vice-champion de roller. De ces deux unions, Mallaury donne naissance à un garçon, Rafaël en 1998, puis à une fille, Angeline en 2001. En juillet 2009, Mallaury Nataf accouche à domicile d'un garçon nommé Shiloh, né de son union avec Éric Gabay, son troisième époux (connu aussi sous le nom d'Abraham Gabay), ex-réalisateur d'Europe 1.

### Épreuve personnelle
Le 2 février 2012, Mallaury Nataf se rend dans les locaux du journal Le Parisien, afin de lancer un « appel au secours » : elle dévoile qu'elle est SDF depuis le mois de mars 2011, et précise que ses trois enfants lui ont été retirés par l'aide sociale à l'enfance pour être placés chez leurs pères respectifs. Cette démarche médiatique suscite la controverse,.
Le Parisien annonce que dans la nuit du 6 au 7 octobre 2012, elle est découverte par les forces de l'ordre dormant dans la rue avec son fils Shiloh, âgé de 3 ans, dont la garde lui est à nouveau retirée.
Le 11 décembre 2015, le magazine Voici révèle que Mallaury Nataf connaît de nouveau les difficultés qu'elle rencontrait en 2012. L'actrice apparaît sans domicile fixe. Le magazine dévoile que la garde de ses trois enfants lui est toujours retirée. Deux de ses enfants vivent chez leurs pères respectifs tandis que le troisième est placé auprès des services d'aide à l'enfance.
Le 18 octobre 2017, Jean-Luc Azoulay, son ancien producteur, annonce que l'actrice « a disparu ». À l'instar du producteur, les acteurs Gérard Pinteau et François Rocquelin, qui jouaient dans la série Le Miel et les Abeilles avec Mallaury Nataf, sont allés à sa rencontre dans la rue. François Rocquelin livre un témoignage sensible sur les difficultés de l'actrice. Ce dernier dévoile, le 20 octobre suivant, que les comédiens Cyril Aubin et Brigitte Lazaroo sont dans la même démarche solidaire envers Mallaury Nataf.
Le 23 octobre 2017, une agent de la RATP témoigne avoir eu un échange avec Mallaury Nataf, le 1er octobre à Issy-les-Moulineaux. L'agent rapporte que la comédienne semblait aller bien, qu'elle était habillée normalement comme une personne sortant du travail, mangeant un en-cas.
Une page de soutien de fans, voit le jour sur le réseau social Facebook, sous l'intitulé « Soutien à Mallaury Nataf ».
Le 31 août 2018, elle annonce ne plus être SDF depuis dix-huit mois et termine son autobiographie, selon son interview pour Public.
En janvier 2019, pour Closer, Mallaury Nataf donne plus de détails sur la fin de son épreuve dans la rue et déclare vouloir reprendre son métier de comédienne et également être intéressée par la radio,.
Fin 2021, elle se retrouve une nouvelle fois à la rue.
En 2023, elle se sort de nouveau de la rue à la suite de son passage dans l'émission de Cyril Hanouna. Elle reçoit alors l'aide des services de l'État. Après un séjour de quelques mois en hôpital psychiatrique, elle renoue avec son père et son fils aîné et se dit sortie définitivement de la rue grâce aux aides financières qu'elle reçoit.

### Soutiens caritatifs

Logo de l'association Valentin Haüy.

En 2005, Mallaury Nataf apporte son soutien à l'association Valentin Haüy (sa participation au jeu de télé-réalité La Ferme Célébrités (saison 2) était au profit de l'association).
Le 14 avril 2005, la comédienne soutient l'hôpital des nounours, dans le cadre d'un événement de l'association à la faculté de médecine Xavier Bichat.

### Royalties
En 2012, Mallaury Nataf est interviewée par Jean-Marc Morandini, sur Direct 8. Pendant les premières minutes de son interview, la comédienne révèle qu'elle ne perçoit pas d'argent dans le cadre des rediffusions de la série dont elle était l'héroïne sur des chaînes câblées (dont AB1, ou encore IDF1). Mallaury Nataf laisse entendre qu'elle serait en droit d'obtenir une rétribution financière et qu'elle a entamé des démarches judiciaires en ce sens. La série, qui connaît toujours le succès, continue en effet à être rediffusée depuis 17 ans sur diverses chaînes privées. Par exemple, la série fait même son retour sur une chaîne du groupe TF1, à savoir XTRA, à compter de janvier 2017.
En août 2018, pour Public, Mallaury Nataf revient sur ces rediffusions de la série, dont elle ne perçoit rien financièrement.

## Filmographie

### Télévision
- 1992 - 1994 : Le Miel et les Abeilles (200 épisodes) : Lola Garnier (rôle principal)
- 1993 : Famille fou rire : Lola Garnier
- 1994 : Les Filles d'à côté (épisode 36) : Elle-même
- 1995 : Le Groom : Sonia
- 1996 : Une femme explosive de Jacques Deray : Isabelle
- 1996 : Sous le soleil (Saison 1 épisodes 1 à 10 - "Plage à vendre", "Le beau mariage", "Comportement modèle", "La tentation", "Le juge", "J'ai besoin de personne", "La star", "A bout de souffle", "Etat critique", "La menace") : Sandra Robert (rôle principal)
- 2005 : La Ferme célébrités : Elle-même (candidate)
- 2005 - 2006 : Les coulisses du Show-Business : Elle-même
- Depuis 2019  : Les Mystères de l'amour : Lola Garnier (la cousine d'Hélène Girard)

### Animation télévisée
- 1994 : coprésentation de Tout est possible avec Jean-Marc Morandini le 15 septembre 1994 (TF1)
- 1998 : Cinescope (MCM)

### Cinéma

#### Longs métrages
- 1993 : Jacques le fataliste d'Antoine Douchet : Sylvie
- 1994 : Siete mil días juntos de Fernando Fernán-Gómez : Non créditée
- 1996 : Les Deux Papas et la Maman de Jean-Marc Longval et Smaïn : Clarisse
- 1996 : Forza Roma de Bruno Garbuglia et Roberto Ivan Orano : Nini
- 2001 : Adieu Babylone de Raphaël Frydman : Non créditée
- 2005 : ADN de Judith Cahen : Elle-même
- 2006 : Beur blanc rouge de Mahmoud Zemmouri : Voix de la première annonce à l'aéroport

#### Courts métrages
- 1998 : Scalp de Patrick Bagot : La femme
- 1999 : Varnish Dream de Julien Magnat  : La femme
- 1999 : Œil pour œil de Pierre Nogueras

## Théâtre
- 1993 : Le retour de Monsieur Le Guen  de Jean-Christophe Barc, en duo avec Cyril Aubin
- 1994 : Ecrits de Louis Jouvet en duo avec  François Périer - Festival d'Avignon[36] (retransmis sur France Culture)
- 1994 : Travail autour de Carole Fréchette , TILF
- 1995: La Vie de Jean-Baptiste Poquelin , de  Marc Renaudin
- 1995: Travail autour des Sapeurs africains , TILF
- 1995: Travail autour des victimes féminines dans les pays de l'Est , TILF
- 1995 - 1996 : Le portefeuille de Pierre Sauvil et Eric Assous
- 1998 : Amphitryon de Marc Renaudin , d'après Molière[37]
- 1999 : Le Déjeuner de Jeanne d'Eric Deharbe

## Discographie
- 1993 : Les filles c'est très compliqué / Fleur sauvage, AB Disques
- 2000 : Malorie Noël 2000, Album autoproduit